# Jean-Paul Céléa
Jean-Paul Céléa (* 6. Januar 1951 in Skikda, Algerien) ist ein französischer Kontrabassist, der sowohl im Bereich des Jazz als auch der Neuen Musik tätig ist.
Nach einer Ausbildung an den Konservatorien in Straßburg und Paris war Céléa zwischen 1973 und 1976 zunächst Mitglied bei den Straßburger Philharmonikern, bevor er dann als Solist des Ensemble Intercontemporain Kompositionen von Pierre Boulez, Luciano Berio und Karlheinz Stockhausen aufführte. Seit 1977 ist er Mitglied von Diego Massons Ensemble Musique Vivante. Seit 1976 spielt er auch Jazz, zunächst im Duo mit François Couturier, dann auch in den Gruppen von Jacques Thollot, Michel Portal, Daniel Humair, François Jeanneau, Steve Lacy, André Ceccarelli, Joachim Kühn und Dominique Pifarély. Anfang der 1980er war er mit John McLaughlin auf Welttournee, 1984 spielte er mit dem Vienna Art Orchestra, anschließend auch mit Anouar Brahem, mit Eric Watson, mit dem Ensemble Accroche Note, im Trio mit David Liebman und Wolfgang Reisinger sowie mit John Surman.
Zwischen 1992 und 1997 war er als Professor am Conservatoire National Supérieur de Musique de Lyon tätig. Seit 1998 bekleidet er eine Kontrabass-Professur am Conservatoire National Supérieur de Paris. 2003 wurde er zum Chevalier des Arts et des Lettres ernannt.